# Текленбург
Текленбург (њем. Tecklenburg) град је у њемачкој савезној држави Северна Рајна-Вестфалија. Једно је од 24 општинска средишта округа Штајнфурт. Према процјени из 2010. у граду је живјело 9.387 становника. Посједује регионалну шифру (AGS) 5566088.

## Географски и демографски подаци
Текленбург се налази у савезној држави Северна Рајна-Вестфалија у округу Штајнфурт. Град се налази на надморској висини од 122–201 метра. Површина општине износи 70,4 km². У самом граду је, према процјени из 2010. године, живјело 9.387 становника. Просјечна густина становништва износи 133 становника/km².

## Међународна сарадња
| Мјесто         | Држава    | Врста сарадње | Од    |
| -------------- | --------- | ------------- | ----- |
| Шалон сир Лоар | Француска | партнерство   | 1982. |
| Извор          |           |               |       |